# Hedy West
Pour les articles homonymes, voir West.
Hedy West, née à Cartersville (Géorgie, États-Unis) le 6 avril 1938 et morte le 3 juillet 2005, est une chanteuse de folk et auteur-compositeur américaine, auteur de la chanson folk 500 Miles.

## Liminaire
Hedy West joue de la guitare et du banjo et joue aussi bien du style clawhammer que d'un type de jeu unique à trois finger picking qui n'est pas tout à fait ni du bluegrass, ni du old-time, présentant des influences du blues et de jazz.

## Biographie
Née Hedwig Grace West à Cartersville, une ville dans les montagnes au nord de la Géorgie en 1938 de Don West (en), un poète et syndicaliste, elle chante dans des festivals dès l'âge de dix ans.
Elle étudie au Western Carolina Teachers College (en). En 1959, elle déménage à New York pour étudier la musique au Mannes College et l'art dramatique à l'université Columbia. Elle est adoptée par la scène folk de Greenwich Village puis est invitée par Pete Seeger pour chanter à ses côtés lors d'un concert au Carnegie Hall. Elle signe chez Vanguard Records après une apparition le 6 mai 1961 à l'Indian Neck Folk Festival.
Elle déménage sur la côte ouest à Los Angeles au début des années 1960, où elle continue à chanter et s'y mariera. elle se produit au Newport Folk Festival en 1964. Elle apparaît en 1966 dans un épisode de la série télévisée Rainbow Quest.
Elle vit ensuite à Londres pendant sept ans, et joue dans des clubs folk de pays, apparaît au festival de Cambridge et au premier festival folklorique de Keele.
En 1968, elle épouse à Londres Pete Myers, l'un des présentateurs fondateurs du Late Night Extra de BBC Radio 1 Extra, dont elle divorcera.
À l'automne de 1970, elle déménage de Grande-Bretagne pour Stony Brook où elle vit avec son mari Joseph, avec qui elle a eu une fille, Talitha.
Hedy West étudie la composition avec David Lewin à l'Université d'État de New York. Elle est professeur adjoint et donne deux cours de musique folklorique. Un de ses élèves, le chanteur-compositeur-interprète Robin Greenstein, travaille avec elle pour cataloguer sa collection de disques et de bandes. Elle s'installe à Princeton (New Jersey) avec son mari et sa fille dans les années 1980, puis, au début des années 1990, après la mort de son mari, elle déménage à Philadelphie, en Pennsylvanie, où elle a passé la majeure partie de ses dernières années. Une de ses dernières performances a lieu au Festival Eisteddfod, à l'Université polytechnique à Brooklyn, en 2004.
Hedy West meurt d'un cancer le 3 juillet 2005.

## Succès
Sa chanson la plus célèbre, 500 Miles, a été composée à partir d'une mélodie que son oncle chantait en Géorgie. Ce grand succès a été enregistré ensuite par Bobby Bare (qui a atteint le Top 10 en 1963), The Highwaymen (en), The Kingston Trio, Peter, Paul and Mary, Peter and Gordon, Rosanne Cash, et beaucoup d'autres.
En 1962, 500 Miles est adaptée en français par Jacques Plante sous le titre J'entends siffler le train, interprété par Richard Anthony qui en fait un grand succès et (à la même période), par Hugues Aufray dont la version passe inaperçue.
Une autre chanson qu'elle a écrite et qui a eu beaucoup de succès est Cotton Mill Girls.